# Stefanie Schüler-Springorum
Stefanie Schüler-Springorum (* 1962 in Hamburg) ist eine deutsche Historikerin und Antisemitismusforscherin. Seit Juni 2011 ist sie Leiterin des Zentrums für Antisemitismusforschung an der Technischen Universität Berlin. Zuvor leitete sie von 2001 bis 2011 das Institut für die Geschichte der deutschen Juden in Hamburg.

## Leben und Wirken
Die Tochter des Rechtswissenschaftlers Horst Schüler-Springorum studierte an den Universitäten Göttingen, Barcelona und Puerto Rico Mittlere und Neuere Geschichte, Ethnologie und Politikwissenschaft. Im Jahr 1993 wurde sie an der Ruhr-Universität Bochum promoviert mit der von Helga Grebing und Hans Mommsen betreuten und summa cum laude beurteilten Arbeit über die jüdische Minderheit in Königsberg/Preußen von 1871 bis 1945.
Schüler-Springorum war von 1994 bis 1995 wissenschaftliche Mitarbeiterin der Stiftung Topographie des Terrors in Berlin zu der Ausstellung „Jüdische Geschichte in Berlin“. Seit 1999 war sie Lehrbeauftragte an der Technischen Universität Berlin. Sie war von 2001 bis 2011 als Nachfolgerin von Monika Richarz Direktorin des Instituts für die Geschichte der deutschen Juden in Hamburg und Vorsitzende der Wissenschaftlichen Arbeitsgemeinschaft des Leo Baeck Instituts in der Bundesrepublik Deutschland. Sie lehrt außerdem an der Universität Hamburg. Im Oktober 2010 erhielt sie einen Ruf an das Zentrum für Antisemitismusforschung als Nachfolgerin des scheidenden Direktors Wolfgang Benz und trat am 1. Juni 2011 ihr Amt in Berlin an.
Seit 2012 ist sie Mitglied im Direktorium des Zentrums Jüdische Studien Berlin-Brandenburg. Außerdem ist sie Vorstandsmitglied der Mendelssohn-Gesellschaft (seit 2011) und Mitglied in den Beiräten Stiftung Topographie des Terrors, Stiftung Brandenburgische Gedenkstätten (seit 2013), Gedenk- und Bildungsstätte Haus der Wannsee-Konferenz (Stellvertretende Vorsitzende, seit 2013) und dem Simon-Dubnow Institut für jüdische Geschichte und Kultur (2012–2018). Seit 1998 ist sie Herausgeberin der Zeitschrift WerkstattGeschichte und seit 2012 Herausgeberin des Jahrbuchs für Antisemitismusforschung. Von 2002 bis 2012 gab sie die Reihe Hamburger Beiträge zur Geschichte der deutschen Juden heraus.
Ihre Arbeitsgebiete sind die deutsch-jüdische Geschichte, die spanische Geschichte sowie die Kultur- und Geschlechtergeschichte des 19. und 20. Jahrhunderts. Sie veröffentlichte 2010 eine Darstellung über die Legion Condor im spanischen Bürgerkrieg. Darin will sie „die Geschichte eines geschlossenen Luftwaffenverbandes in einer spezifischen Kriegssituation aus kultur- und geschlechtergeschichtlicher Perspektive“ zeigen sowie „Lebenswelt und Vorstellungen von Offizieren, also professionellen Militärs“ untersuchen.
Im Jahr 2020 arbeitete sie an dem Plädoyer der Initiative GG 5.3 Weltoffenheit mit, die den BDS-Beschluss des Deutschen Bundestages kritisiert, der die Initiative BDS in Deutschland als antisemitisch und antiisraelisch einstuft. Schüler-Springorum ist zudem Mitglied der Steuerungsgruppe der im März 2021 veröffentlichten Jerusalemer Erklärung zum Antisemitismus. Das von 200 Erstunterzeichnern mitgetragene Dokument argumentiert für eine präzisierende Neudefinition des Antisemitismus.

## Schriften (Auswahl)
Monographien
- Unerwünscht. Die westdeutsche Demokratie und die Verfolgten des NS-Regimes. S. Fischer, Frankfurt am Main 2025, ISBN 978-3-10-397664-9.
- Geschlecht und Differenz. Schöningh, Paderborn 2014, ISBN 978-3-506-77131-5.
- Krieg und Fliegen. Die Legion Condor im Spanischen Bürgerkrieg. Schöningh, Paderborn u. a. 2010, ISBN 978-3-506-76747-9.
- Die jüdische Minderheit in Königsberg/Preußen, 1871–1945 (= Schriftenreihe der Historischen Kommission bei der Bayerischen Akademie der Wissenschaften. Band 56). Vandenhoeck & Ruprecht, Göttingen 1996, ISBN 3-525-36049-5 (Zugleich: Bochum, Universität, Dissertation, 1993/94; Digitalisat).

Herausgeberschaften
- mit Pavel Brunssen: Football and Discrimination. Antisemitism and Beyond. Routledge, London u. a. 2021, ISBN 978-0-367-35659-0.
- mit Jan Süselbeck: Emotionen und Antisemitismus. Geschichte – Literatur – Theorie (= Studien zu Ressentiments in Geschichte und Gegenwart. Band 5). Wallstein, Göttingen 2021, ISBN 978-3-8353-3905-7.
- mit Angelika Schaser: Liberalismus und Emanzipation. In- und Exklusionsprozesse im Kaiserreich und in der Weimarer Republik (= Wissenschaftliche Reihe. Band 10). Franz Steiner Verlag, Stuttgart 2010, ISBN 3-515-09319-2.
- mit Knut Bergbauer, Sabine Fröhlich: Denkmalsfigur. Biographische Annäherung an Hans Litten 1903–1938. Wallstein, Göttingen 2008, ISBN 978-3-8353-0268-6.
  - Erweiterte Ausgabe 2022 als: Knut Bergbauer, Sabine Fröhlich und Stefanie Schüler-Springorum: Hans Litten – Anwalt gegen Hitler. Eine Biographie. Wallstein, Göttingen 2022, ISBN 978-3-8353-4835-6.
- mit Irmela von der Lühe, Axel Schildt: „Auch in Deutschland waren wir nicht wirklich zu Hause“. Jüdische Remigration nach 1945 (= Hamburger Beiträge zur Geschichte der deutschen Juden. Band 34). Wallstein, Göttingen 2008, ISBN 978-3-8353-0312-6.
- mit Kirsten Heinsohn: Deutsch-jüdische Geschichte als Geschlechtergeschichte. Studien zum 19. und 20. Jahrhundert (= Hamburger Beiträge zur Geschichte der deutschen Juden. Band 28). Wallstein, Göttingen 2006, ISBN 3-89244-942-2.
- mit Karen Hagemann: Heimat – Front. Militär und Geschlechterverhältnisse im Zeitalter der Weltkriege. Campus, Frankfurt am Main u. a. 2002, ISBN 3-593-36837-4.